# Adjusted
Adjusted är ett skatepunkband från Stockholm som var verksamma under åren 2005-2009. Bandet bestod av Micke Kindberg, Andreas Sjöstedt, William Stymne och Christofer Bergsten.
Bandet bildades 2005 under namnet Casual Breakdown och gav ut 3 demos innan de bytte namn till Adjusted och startade det egna skivbolaget Precore Productions. De gav ut en självbetitlad EP 2006 som följdes upp med "Defected Sequence" i april 2008 bägge via Precore Productions. De släppte även en skiva med titeln "As The Layers Break" via det japanska bolaget Kickrock Music innehållandes låtar från både "Defected Sequence" och EP:n.